# Phoenix Suns 2011-2012
La stagione 2011-12 dei Phoenix Suns fu la 44ª nella NBA per la franchigia.
I Phoenix Suns arrivarono terzi nella Pacific Division della Western Conference con un record di 33-33, non qualificandosi per i play-off.

## Roster
| N° | Naz.                   | Ruolo | Sportivo          | Anno | Alt. | Peso |
| -- | ---------------------- | ----- | ----------------- | ---- | ---- | ---- |
| 1  | Stati Uniti (bandiera) | GA    | Josh Childress    | 1983 | 203  | 95   |
| 2  | Stati Uniti (bandiera) | G     | Ronnie Price      | 1983 | 188  | 86   |
| 3  | Stati Uniti (bandiera) | A     | Jared Dudley      | 1985 | 201  | 102  |
| 4  | Polonia (bandiera)     | AC    | Marcin Gortat     | 1984 | 211  | 109  |
| 8  | Stati Uniti (bandiera) | AC    | Channing Frye     | 1983 | 211  | 112  |
| 11 | Stati Uniti (bandiera) | A     | Markieff Morris   | 1989 | 208  | 111  |
| 13 | Canada (bandiera)      | G     | Steve Nash        | 1974 | 191  | 88   |
| 15 | Stati Uniti (bandiera) | C     | Robin Lopez       | 1988 | 213  | 116  |
| 21 | Stati Uniti (bandiera) | A     | Hakim Warrick     | 1982 | 206  | 100  |
| 22 | Stati Uniti (bandiera) | G     | Michael Redd      | 1979 | 198  | 100  |
| 26 | Stati Uniti (bandiera) | G     | Shannon Brown     | 1985 | 193  | 93   |
| 31 | Stati Uniti (bandiera) | G     | Sebastian Telfair | 1985 | 183  | 75   |
| 33 | Stati Uniti (bandiera) | A     | Grant Hill        | 1972 | 203  | 102  |

## Staff tecnico
- Allenatore: Alvin Gentry
- Vice-allenatori: Elston Turner, Bill Cartwright, Dan Majerle, Igor Kokoškov, Noel Gillespie
- Preparatore atletico: Aaron Nelson